# Cheick N'Diaye
Pour les articles homonymes, voir N'Diaye.
Cheick Tidiane N'Diaye, né le 15 février 1985 à Dakar, est un footballeur international sénégalais. Il évolue au poste de gardien de but au Stade briochin.

## Biographie
Cheick N'Diaye arrive en 2004 en banlieue parisienne, à Noisy-le-Sec, où le club de Olympique Noisy-le-Sec Banlieue 93 évolue en CFA. Il arrive en tant que quatrième gardien et termine la saison titulaire grâce à son incroyable détente.[réf. nécessaire]
Le Stade rennais FC le recrute car Florent Chaigneau, le gardien remplaçant, est prêté à Brighton and Hove Albion FC en Angleterre. Cheick N'Diaye est sélectionné en équipe du Sénégal.
À Rennes, il lutte pour la deuxième place avec Simon Pouplin mais ce dernier devient titulaire indiscutable lors de la saison 2006-2007. Il n'a joué qu'un match avec l'équipe professionnelle en Coupe de la Ligue (Montpellier-Rennes 1-0).
Il est prêté pour la saison 2007-2008 en National à Créteil pour acquérir du temps de jeu et continuer sa progression. Il est en concurrence avec Thomas Levaux pour le poste de gardien titulaire. N'Diaye est appelé pour être le gardien remplaçant du Sénégal derrière Tony Sylva lors de la CAN 2008.
Lors de la saison 2008-2009, il rentre en demi-finale de la Coupe de France en remplaçant Nicolas Douchez à la mi-temps et s'impose 1-0 contre Grenoble. Il joue ensuite son premier match de Ligue 1 le 29 avril 2009 contre les Girondins de Bordeaux, pour une défaite à domicile 2-3.
Le 17 août 2010, il est de nouveau prêté par le Stade rennais FC, cette fois au Paris Football Club en National. Puis il revient à Rennes pour la saison 2011-2012 sous les couleurs du Stade rennais FC en qualité de 3e gardien derrière Benoit Costil et Abdoulaye Diallo. À l'issue de la saison, il se retrouve en fin de contrat, libre de se trouver un nouveau club mais, après avoir participé quelques jours au stage organisé par l'UNFP en faveur des joueurs à la recherche d'un club, il prolonge finalement pour une saison supplémentaire avec Rennes. De nouveau en fin de contrat à l'été 2014, il choisit cette fois de ne pas prolonger, et quitte le Stade rennais FC neuf saisons après son arrivée.
Il ne retrouve un club que début juin 2015. Après s'être entrainé un an, libre, avec son ancien club, il s'engage avec Sedan, alors promu en National.

## Statistiques de carrière
| Saison                | Club                        | Championnat           | Championnat | Championnat | Coupe nationale | Coupe nationale | Coupe de la Ligue | Coupe de la Ligue | Compétition(s) continentale(s) | Compétition(s) continentale(s) | Compétition(s) continentale(s) | Sénégal | Sénégal | Total | Total |
| Saison                | Club                        | Division              | M.          | B.          | M.              | B.              | M.                | B.                | Comp.                          | M.                             | B.                             | M.      | B.      | M.    | B.    |
| 2004-2005             | Olympique Noisy-le-Sec      | CFA                   | 31          | 0           | -               | -               | -                 | -                 | -                              | -                              | -                              | -       | -       | 31    | 0     |
| 2005-2006             | Stade rennais FC            | Ligue 1               | -           | -           | -               | -               | 1                 | 0                 | C3                             | -                              | -                              | 1       | 0       | 2     | 0     |
| 2006-2007             | Stade rennais FC            | Ligue 1               | -           | -           | -               | -               | -                 | -                 | -                              | -                              | -                              | -       | -       | 0     | 0     |
| 2007-2008             | US Créteil-Lusitanos (prêt) | National              | 20          | 0           | 3               | 0               | 1                 | 0                 | -                              | -                              | -                              | 1       | 0       | 25    | 0     |
| 2008-2009             | Stade rennais FC            | Ligue 1               | 1           | 0           | 1               | 0               | -                 | -                 | C3                             | -                              | -                              | 1       | 0       | 3     | 0     |
| 2009-2010             | Stade rennais FC            | Ligue 1               | -           | -           | -               | -               | -                 | -                 | -                              | -                              | -                              | 4       | 0       | 4     | 0     |
| 2010-2011             | Paris FC (prêt)             | National              | 10          | 0           | 5               | 0               | -                 | -                 | -                              | -                              | -                              | 1       | 0       | 16    | 0     |
| 2011-2012             | Stade rennais FC            | Ligue 1               | -           | -           | -               | -               | -                 | -                 | C3                             | -                              | -                              | 1       | 0       | 1     | 0     |
| 2012-2013             | Stade rennais FC            | Ligue 1               | 2           | 0           | -               | -               | -                 | -                 | -                              | -                              | -                              | -       | -       | 2     | 0     |
| 2013-2014             | Stade rennais FC            | Ligue 1               | -           | -           | -               | -               | 2                 | 0                 | -                              | -                              | -                              | 1       | 0       | 3     | 0     |
| 2015-2016             | CS Sedan Ardennes           | National              | 15          | 0           | 1               | 0               | -                 | -                 | -                              | -                              | -                              | -       | -       | 16    | 0     |
| Total sur la carrière | Total sur la carrière       | Total sur la carrière | 72          | 0           | 10              | 0               | 4                 | 0                 | -                              | 0                              | 0                              | 10      | 0       | 96    | 0     |

## Palmarès
- 2006 : Vice-champion de France des réserves professionnelles avec le Stade rennais FC
- 2007 : Champion de France des réserves professionnelles avec le Stade rennais FC
- 2009 : Finaliste de la Coupe de France avec le Stade rennais FC